# Christopher Laird
 (juin 2014).
 (mars 2022).
- Si vous ne connaissez pas le sujet, laissez ce bandeau (vous pouvez alors contacter les auteurs).
- Si vous supprimez le contenu mis en cause (vous pouvez préalablement contacter les auteurs),

argumentez précisément cette suppression dans la page de discussion
(un manque de référence n'est pas un argument ; une recherche réelle de référence doit avoir été effectuée, être formellement documentée).
 (février 2025).
Si vous disposez d'ouvrages ou d'articles de référence ou si vous connaissez des sites web de qualité traitant du thème abordé ici, merci de compléter l'article en donnant les références utiles à sa vérifiabilité et en les liant à la section « Notes et références ».
Christopher Laird, est un chanteur, auteur, compositeur français, né le 19 décembre 1952.

## Biographie
Christopher Laird est né le 19 décembre 1952 à Genève, dʼun père américain journaliste et dʼune mère anglaise écrivaine.  De langue maternelle anglaise, il parle couramment le français et un peu lʼallemand.
Il joue de la guitare rock et folk, du piano, des percussions, de lʼharmonica et de la basse.
En 1969 il signe chez Disques Vogue et enregistre son premier disque, Tes chaussettes sont à lʼenvers, suivi de quatre albums et de vingt-huit 45 tours dont Moi et ma petite amie, Alléluia en pyjama (no 1 au Canada), Petit homme, Un clown ne pleure pas, Je la revois, je l’imagine et Tout là-haut.
Il vend plus de trois millions de disques au total et assure plusieurs tournées en France et à lʼétranger dans les années 1970 et 1980, notamment 15 jours à l'Olympia.
Il participe à la présélection de la France au Concours Eurovision de la chanson 1976  avec la chanson Vivre une page d'amour.
En 1978, il rejoint l'écurie Polydor pour le titre Lola dans sa Talbot. Puis Jean Renard produit pour Philips le titre Breack of Dawn en 1979.
En 1981 il sort un album entièrement en anglais intitulé Back in a Minute chez Teldec. Cet album est enregistré en Allemagne, produit par Ingo Schantz ; Christopher Laird en assure tous les arrangements et orchestrations.
Durant cette première période, Christopher Laird enregistre chez Vogue, Polydor, Trema, Bellaphon, Polygram, BBC Records, Teldec et Carrere. 
Il écrit des chansons pour dʼautres artistes francophones, tels que Martin Circus, Blues Convention, Les Minis Stars, Amélie Morin, C. Jérôme, Sylvie Maréchal, Susie Andrews, Vivien Savage, Sabine Paturel, Bibie, mais aussi anglophones comme Black Jack, The Pinups, etc.  Il écrit des musiques pour le film Kalt wie Eis (1981) et des musiques publicitaires (Bonjour de Nestlé, Le Grand prix automobile, Le port de Boulogne, Alsa, Ford, etc.)
En 2018, une compilation est produite par Marianne Mélodie : ce double CD regroupe pour la première fois les principaux titres de Christopher Laird parus chez Vogue entre 1970 et 1977. 
2019 marque le retour de Christopher Laird avec la réédition des principaux enregistrements aujourd'hui propriété de Sony et Universal. 
Toujours en 2019 paraît un single inédit Dinausore Business Man produit par Marc Dubouchet. 
Christopher Laird prépare ensuite pour le label LTO Music un nouvel album composé de chansons françaises et anglaises.

## Discographie

### 45 tours
- 1970 : Tes chaussettes sont à l'envers
- 1970 : Le Roi Arthur
- 1970 : Moi et ma petite amie
- 1970 : Toutes ces dames, toutes ces femmes
- 1970 : I'm a Hobo
- 1970 : Do You Have to Be Twins
- 1971 : Alléluia en pyjama
- 1971 : A bada bada bakâh
- 1971 : Je m'en vais à New York
- 1971 : Folie trop jolie
- 1972 : Suivez-moi lady
- 1972 : Il y aura des fleurs
- 1972 : Zig Zag Dance
- 1972 : Ping Pong Song
- 1973 : Petit homme
- 1973 : Hello Marie
- 1974 : Je la revois, je l'imagine
- 1974 : Le jardin de mes années
- 1974 : Un clown ne pleure pas
- 1974 : Mon village, mon amour
- 1975 : Des tartines de baisers
- 1975 : Je serre les poings
- 1975 : Dance the Bump
- 1975 : Do the Bump
- 1975 : Elle est venue dans ma chanson
- 1975 : Les plus belles voix de par ici
- 1976 : Vivre une page d'amour
- 1976 : Regarde dans tes mains
- 1976 : Chic chérie
- 1976 : Sur mon étoile
- 1976 : Regarde dans tes mains
- 1976 : Vivre une page d'amour
- 1977 : Tout là-haut
- 1977 : Bizarre
- 1978 : Lola dans sa Talbot
- 1978 : La top star du Maroc bar
- 1979 : Break of Dawn
- 1979 : Love is Free
- 1979 : Grand Prix
- 1981 : Brave New America
- 1981 : Liza
- 1983 : Two Steps Backwards
- 1983 : Best of All
- 1985 : Hey boss
- 1985 : She's in Love with Me
- 1985 : The Three Muskehounds
- 1985 : Venez toutes chez moi
- 1985 : Elle ne me voit pas
- 1989 : Boubou
- 1989 : Belle telle qu'elle
- 1991 : Esther, Jennifer

### 33 tours originaux
- 1971 : Expérience
- 1971 : Yes I Declare
- 1974 : Je la revois je l'imagine
- 1977 : Comme dans un nuage
- 1981 : Back in a minute

### CD originaux
- 2021 : Hello

### Rééditions numériques
- 2018 : Les Années Vogue (compilation 1970-1977)
- 2019 : Back in a minute... (Album 1981)
- 2019 : Dinausore Business Man (Single avec 1 inédit)
- 2019 : Love is the Answer (45t anglais de 1975)
- 2019 : de Lola à Jennifer (compilation 1978-1991)